# Santiago Herrero
Santiago Herrero   (Madrid, 9 de maig de 1943 - Douglas, 10 de juny de 1970), conegut també com a Santi Herrero, va ser un pilot de motociclisme espanyol. Va morir a causa de l'accident que va patir el 8 de juny de 1970 mentre corria el Tourist Trophy, en caure a la milla tretze, a la darrera volta, anant tercer.

## Biografia
A dotze anys, Santiago Herrero es va comprar la seva primera moto. El 1962 va obtenir la llicència de pilot i començà a competir amb Derbi, fent ell mateix de mecànic. Aviat va passar a pilotar una Bultaco Tralla 125 i va cridar l'atenció de Luis Bejarano, el propietari de la marca basca de motocicletes Lube. Bejarano li va oferir una feina al departament de competició de l'empresa i Herrero va acceptar-la, anant-se'n a viure a Barakaldo (País Basc), on residiria fins a la seva mort.
Pilotant una Lube, Herrero va acabar tercer al Campionat d'Espanya de 125 cc de 1964, i segon el 1965. Malauradament, Lube va tenir problemes financers i l'empresa va tancar.
Herrero va decidir entrar en el món dels negocis i va muntar un taller de reparació de motocicletes a Bilbao. També es va comprar una Bultaco i va competir com a pilot privat.
En aquella època, Eduard Giró (enginyer i fill del fundador d'OSSA) va desenvolupar una moto revolucionària amb un xassís monocasc. Adonant-se de la vàlua d'Herrero com a pilot i dels seus coneixements mecànics, Giró el va fitxar per a desenvolupar l'OSSA 250 cc de competició. Junts van guanyar el Campionat d'Espanya de 250 cc el 1967.

### Èxits internacionals

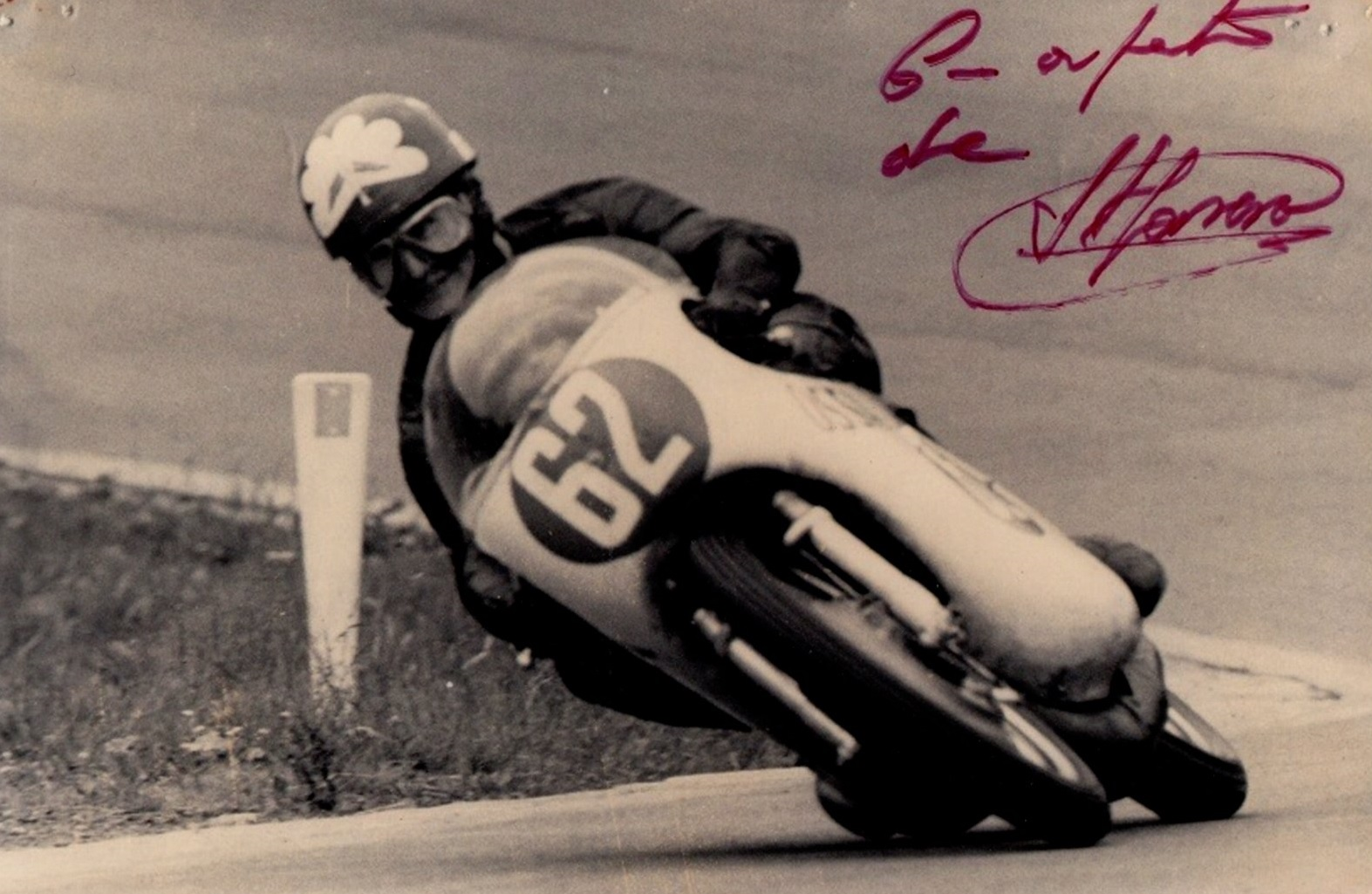
Herrero amb l'OSSA 250 al GP de Bèlgica de 1968, on fou cinquè

El 1968 va començar a competir al campionat del món de 250 cc. Encara que l'OSSA monocilíndrica tenia 20 CV menys que la potent Yamaha V4 de Phil Read i Bill Ivy, era uns 20 kg més lleugera que aquestes i el seu xassís monocasc era molt més estable, donant-li una superior agilitat. Les Yamaha van aconseguir el campionat però Herrero no va deixar dubte que la petita OSSA era ràpida i fiable. Va acabar setè en el campionat d'aquest any i va aconseguir una tercera posició en la darrera cursa de la temporada, al circuit de Monza. Aquesta temporada va tornar a guanyar el campionat espanyol de 250 cc.
La temporada de 1969 fou un gran any per a Herrero. Va començar l'any guanyat el seu primer Gran Premi a la cursa inaugural de la temporada al circuit espanyol del Jarama. Després de retirar-se per problemes mecànics al GP d'Alemanya, va tornar amb una victòria al circuit de Bugatti. Va seguir amb una tercera plaça al TT de l'Illa de Man, una gran gesta considerant el dèficit de potència de la seva moto al duríssim circuit de l'illa. Va guanyar de nou al circuit de Spa-Francorchamps (Bèlgica) i anava liderant la classificació quan va haver d'abandonar al GP de Txecoslovàquia. Va caure sota la pluja al GP de l'Ulster i es va trencar el braç esquerre. Molts seguidors van considerar que la temporada havia acabat per a ell, però Herrero va tornar i va acabar en una bona cinquena posició al Circuit d'Imola.
En la darrera cursa de la temporada, el Gran Premi de Iugoslàvia, estava a un punt del primer classificat del mundial, només calia que entrés a meta per davant seu per aconseguir el seu primer Campionat del Món. Herrero va començar liderant la cursa, però la moto se li va espatllar en la setena volta i va perdre així tota opció a aconseguir el títol, acabant finalment tercer en la classificació final del Campionat del Món de 250 cc. Aquest any va competir també en la categoria de 50 cc amb Derbi, acabant el setè del mundial.

### La temporada de 1970

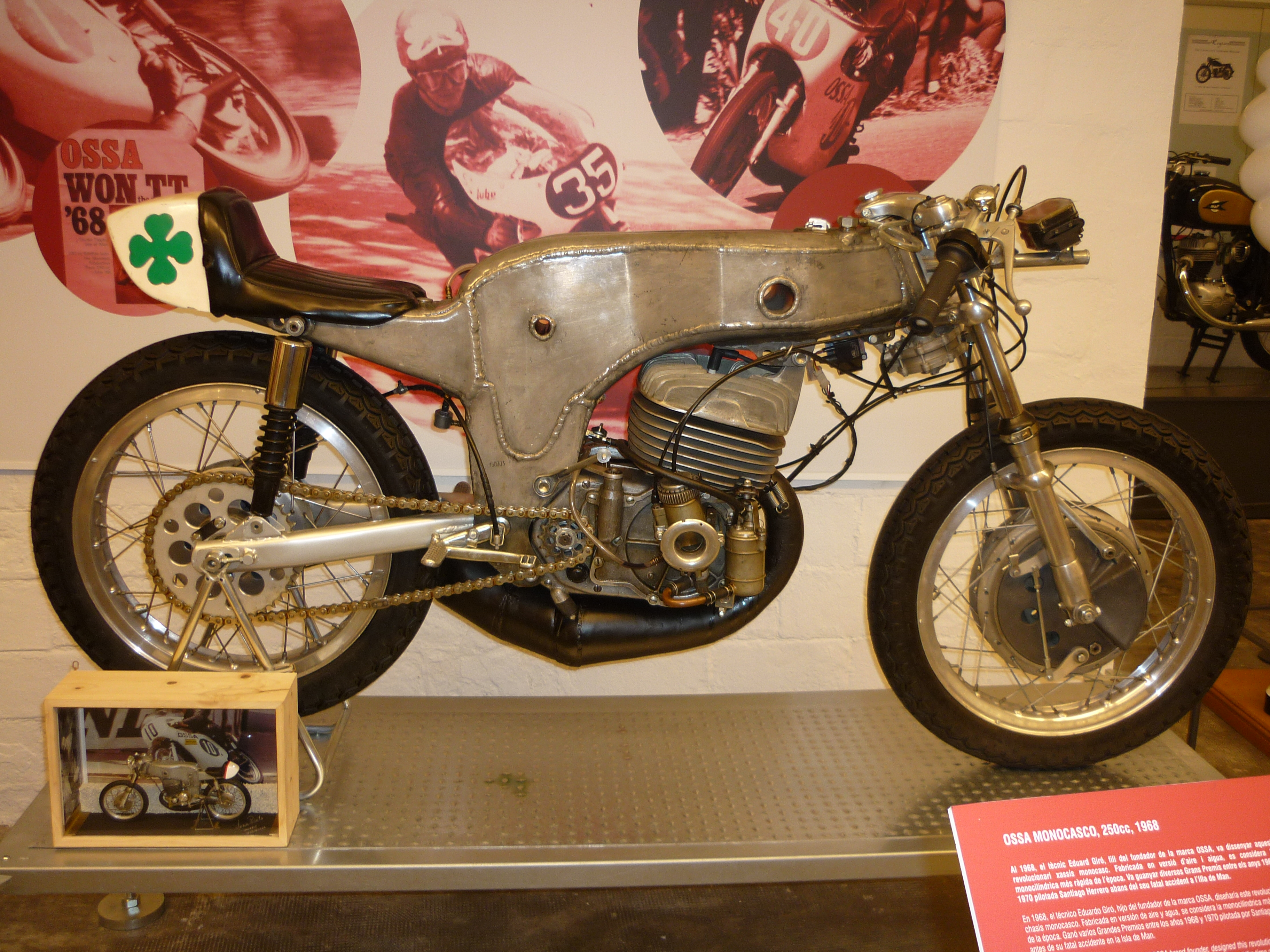
L'OSSA 250cc monocasc. Amb aquesta moto es va matar Herrero durant el TT de 1970.

Santiago Herrero va començar molt bé el Campionat del Món de 250 cc del 1970. Tot i que es va retirar a la primera cursa de la temporada (a Nürburgring, el 3 de maig) mentre anava el primer, el 17 de maig va acabar segon a Le Mans darrere de Rodney Gould havent marcat la volta ràpida de la cursa i la setmana següent va guanyar a Opatija (Iugoslàvia), esdevenint així líder de la classificació del mundial. La següent cursa, a celebrar dues setmanes després, era el Tourist Trophy de l'illa de Man.
Durant aquells dies Herrero tenia en perspectiva un canvi important per a la seva carrera, ja que estava a punt d'incorporar-se a l'equip oficial de Benelli per a competir al mundial de 350cc amb la tetracilíndrica italiana, com a company d'equip de Renzo Pasolini. La decisió s'havia pres el 12 de maig, quan Herrero es va reunir amb els directius de Benelli a l'autòdrom de Mòdena per a provar-hi, a porta tancada, la seva moto de 350 cc. Les proves van ser reeixides i Benelli oferí a l'espanyol contractar-lo a partir del Gran Premi dels Països Baixos, a celebrar el 27 de juny, dues setmanes després del TT de l'illa de Man. S'ha dit que en aquells moments, fins i tot MV Agusta es va interessar per la disponibilitat d'Herrero amb la idea de fitxar-lo per al seu equip de fàbrica per a disputar el mundial de 350 i el de 500cc.
Dilluns 8 de juny de 1970, corrent el Tourist Trophy, Santiago Herrero va patir el seu tràgic accident al punt anomenat Westwood Corner, quan anava tercer en la darrera volta de la categoria de 250 cc. A la milla tretze, a Cronk Urleigh, abans d'arribar a Kirk Michael, Herrero va col·lidir amb Stanley Woods i va sortir disparat contra una tanca. Com a resultat de l'accident Stanley Woods es va trencar un turmell i les dues clavícules, i Santiago Herrero va patir ferides irreversibles que van causar la seva mort dos dies després a l'Hospital Nobles de Douglas, la capital de l'illa. Segons digué Woods, la causa de l'accident podria haver estat la presència d'"una mica de quitrà tou al revolt". La mort d'Herrero va afectar tant l'empresa OSSA que aquesta va abandonar les competicions de velocitat oficialment.
Una setmana després, el 17 de juny, Herrero fou enterrat al cementiri de Derio (Biscaia). Actualment hi ha una placa commemorativa en honor seu al Memory Wall del Tourist Trophy.

## L'accident mortal

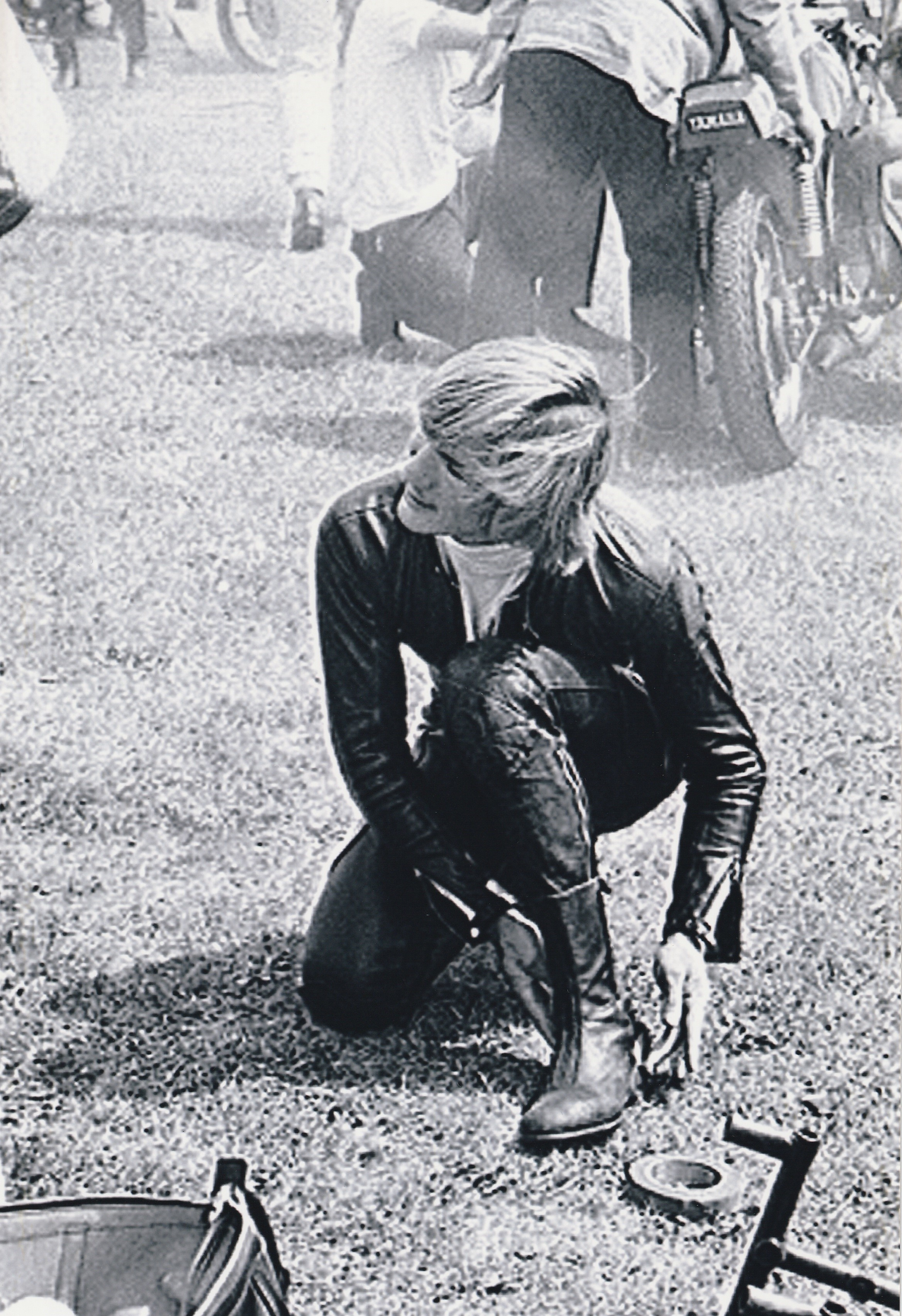
Herrero preparant-se per a córrer el TT de 1970, la seva darrera cursa

Per a Herrero, el TT era la cursa més important del món. "El TT és la gran prova. Per a mi val com tot un campionat", va dir l'any anterior després d'acabar-hi tercer. I amb aquest ànim va afrontar la prova de 1970. Va ser una edició que molts recorden per l'excessiu calor d'aquells dies, i també pel seu sinistre balanç, ja que hi van perdre la vida cinc pilots al llarg de les dues setmanes d'entrenaments i curses.
Santi va córrer amb totes les seves forces. Compartia sortida amb Jack Findlay (en aquells dies al TT els pilots sortien de dos en dos), i després de dues voltes, a la primera provisió de combustible, es trobava cinquè. A la tercera volta va patir una caiguda lleu a Braddan Bridge, en la qual se li va trencar la cúpula del carenat, però es va aixecar i va seguir endavant, recuperant terreny.
En la quarta era quart darrere Kel Carruthers, Stanley Woods i Rodney Gould. Però en la cinquena Woods va tenir problemes tècnics i es va endarrerir, essent superat per Herrero en la sisena, quan aquest ja rodava tercer.
Era la darrera volta al Mountain Course, i Woods va aconseguir posar-se a roda d'Herrero a Glen Helen, poc després de superar la milla nou. A Cronk Urleigh, la milla tretze, l'OSSA derrapà en un revolt ràpid d'esquerres; Woods va intentar una trajectòria evasiva, però no va poder evitar el xoc i tots dos van rodar violentament per terra, quedant estesos, malferits, darrere la casa Westwood: Woods amb les dues clavícules i un turmell trencats; Herrero va quedar inconscient, amb múltiples lesions. Va ser evacuar ràpidament a l'hospital Nobles de Douglas, però dos dies després va morir.

## Palmarès
- 3r al Mundial de 250 cc (1969)
- 4 victòries en GP (250 cc)
- 11 podis en GP (50 i 250 cc)
- 3 Campionats d'Espanya 250 cc (1967-1969)
- 1 Subcampionat d'Espanya 125 cc (1965)

### Resultats al Mundial de motociclisme

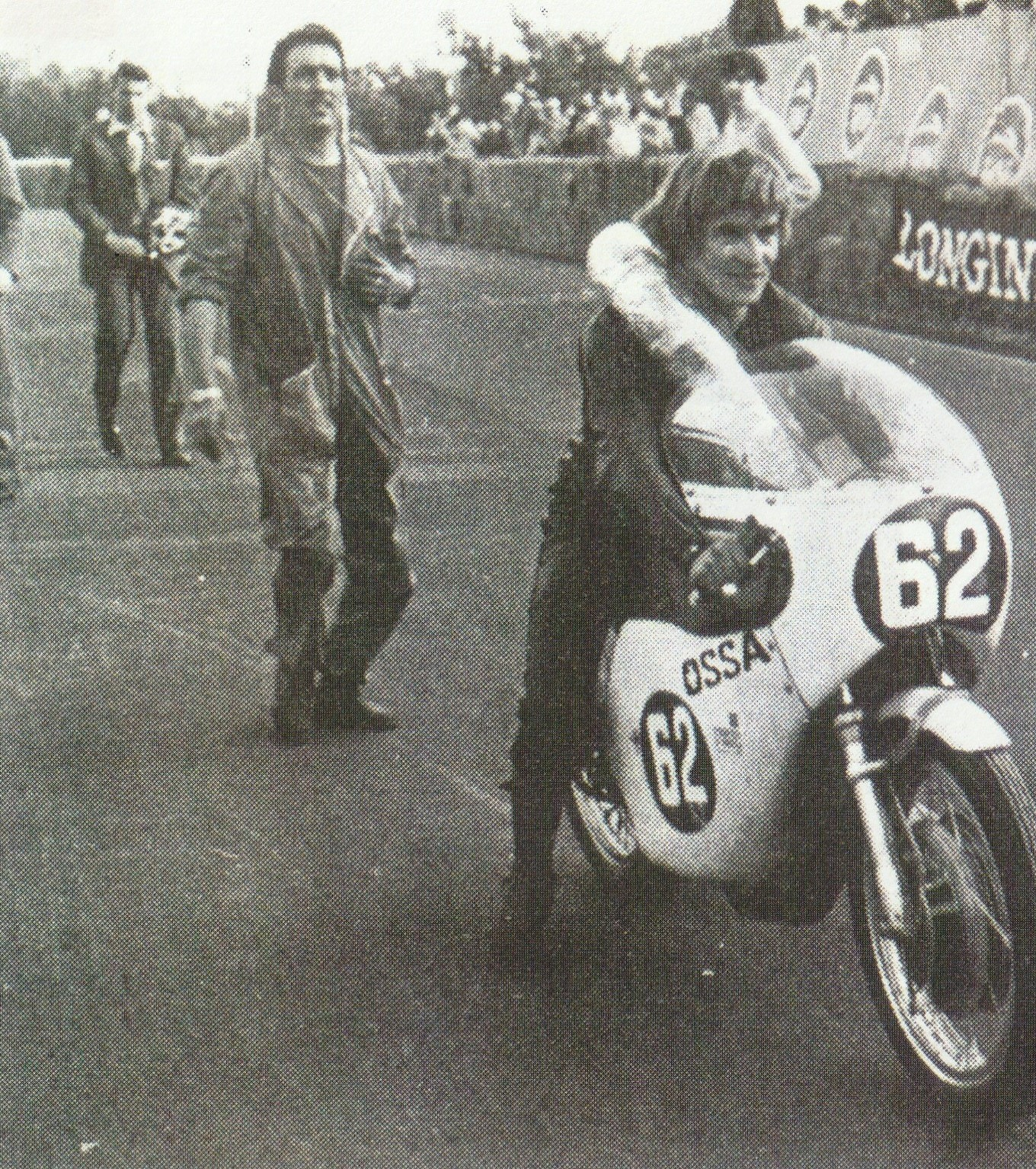
Herrero havent guanyat el GP de Iugoslàvia de 1970, la seva darrera victòria

Font:
Barem de puntuació de 1950 a 1968:
| Posició | 1 | 2 | 3 | 4 | 5 | 6 |
| Punts   | 8 | 6 | 4 | 3 | 2 | 1 |

Barem de puntuació de 1969 a 1987:
| Posició | 1  | 2  | 3  | 4 | 5 | 6 | 7 | 8 | 9 | 10 |
| Punts   | 15 | 12 | 10 | 8 | 6 | 5 | 4 | 3 | 2 | 1  |

(Ids. Grans Premis | Llegenda) (Curses en negreta indiquen pole; curses en  itàlica indiquen volta ràpida)
| Any  | Categoria | Equip | 1        | 2        | 3        | 4        | 5     | 6        | 7     | 8        | 9     | 10       | 11    | 12       | Punts | Lloc | Victòries |
| ---- | --------- | ----- | -------- | -------- | -------- | -------- | ----- | -------- | ----- | -------- | ----- | -------- | ----- | -------- | ----- | ---- | --------- |
| 1968 | 250cc     | OSSA  | BDR 6    | ESP Ret. | IOM Ret. | DTT 6    | BEL 5 | DDR Ret. | CSR - | FIN -    | ULS - | NAT 3    |       |          | 8     | 7è   | 0         |
| 1969 | 50cc      | Derbi | ESP -    | BDR -    | FRA -    |          | DTT 7 | BEL 2    | DDR 2 | CSR -    |       | ULS -    | NAT - | YUG -    | 28    | 7è   | 0         |
| 1969 | 250cc     | OSSA  | ESP 1    | BDR Ret. | FRA 1    | IOM 3    | DTT 3 | BEL 1    | DDR 2 | CSR Ret. | FIN 6 | ULS Ret. | NAT 5 | YUG Ret. | 83    | 3r   | 3         |
| 1970 | 250cc     | OSSA  | BDR Ret. | FRA 2    | YUG 1    | IOM Ret. | -     | -        | -     | -        | -     | -        | -     | -        | 27    | 8è   | 1         |